# Grand Prix Júnior de Patinação Artística no Gelo de 2013–14
O Grand Prix Júnior de Patinação Artística no Gelo de 2013–14 foi a décima sétima temporada do Grand Prix ISU Júnior, uma série de competições de nível júnior de patinação artística no gelo disputada na temporada 2013–14. São distribuídas medalhas em quatro disciplinas, individual masculino e individual feminino, duplas e dança no gelo. Os patinadores ganham pontos com base na sua posição em cada evento e os seis primeiros de cada disciplina são qualificados para competir na final do Grand Prix Júnior, realizada em Fukuoka, Japão.
A competição é organizada pela União Internacional de Patinação (em inglês:  International Skating Union), a série Grand Prix começou em 29 de agosto e continuaram até 8 dezembro de 2013.

## Calendário
| #     | Evento                                | Localização               | Data              | Notas                       | Ref   |
| ----- | ------------------------------------- | ------------------------- | ----------------- | --------------------------- | ----- |
| 1     | Riga Cup de 2013                      | Riga, Letônia             | 29–31 de agosto   |                             | [ 1 ] |
| 2     | Mexico Cup de 2013                    | Cidade do México, México  | 5–7 de setembro   | Não houve disputa de duplas | [ 2 ] |
| 3     | Grand Prix Júnior de Košice de 2013   | Košice, Eslováquia        | 12–14 de setembro |                             | [ 3 ] |
| 4     | Baltic Cup de 2013                    | Gdańsk, Polônia           | 19–21 de setembro | Não houve disputa de duplas | [ 4 ] |
| 5     | Grand Prix Júnior de Minsk de 2013    | Minsk, Bielorrússia       | 26–28 de setembro |                             | [ 5 ] |
| 6     | Czech Skate de 2013                   | Ostrava, República Tcheca | 3–5 de outubro    |                             | [ 6 ] |
| 7     | Tallinn Cup de 2013                   | Tallinn, Estônia          | 10–12 de outubro  |                             | [ 7 ] |
| Final | Final do Grand Prix Júnior de 2013–14 | Fukuoka, Japão            | 5–8 de dezembro   | Junto com a final sênior    | [ 8 ] |

## Medalhistas

### Riga Cup
| Evento                        | Ouro                                      | Prata                                                | Bronze                                 |
| Individual masculino detalhes | Jin Boyang · China                        | Adian Pitkeev · Rússia                               | Shoma Uno · Japão                      |
| Individual feminino detalhes  | Evgenia Medvedeva · Rússia                | Maria Sotskova · Rússia                              | Karen Chen · Estados Unidos            |
| Duplas detalhes               | Yu Xiaoyu · Jin Yang · China              | Evgenia Tarasova · Vladimir Morozov · Rússia         | Maria Vigalova · Egor Zakroev · Rússia |
| Dança no gelo detalhes        | Mackenzie Bent · Garrett MacKeen · Canadá | Lorraine McNamara · Quinn Carpenter · Estados Unidos | Alla Loboda · Pavel Drozd · Rússia     |

### Mexico Cup
| Evento                        | Ouro                                              | Prata                                     | Bronze                                 |
| Individual masculino detalhes | Nathan Chen · Estados Unidos                      | Ryuju Hino · Japão                        | Daniel Samohin · Israel                |
| Individual feminino detalhes  | Polina Edmunds · Estados Unidos                   | Natalia Ogoreltseva · Rússia              | Mariah Bell · Estados Unidos           |
| Dança no gelo detalhes        | Kaitlin Hawayek · Jean-Luc Baker · Estados Unidos | Madeline Edwards · Zhao Kai Pang · Canadá | Sofia Evdokimova · Egor Bazin · Rússia |

### Grand Prix Júnior de Košice
| Evento                        | Ouro                                     | Prata                                             | Bronze                                            |
| Individual masculino detalhes | Keiji Tanaka · Japão                     | Zhang He · China                                  | Mikhail Kolyada · Rússia                          |
| Individual feminino detalhes  | Karen Chen · Estados Unidos              | Alexandra Proklova · Rússia                       | Riona Kato · Japão                                |
| Duplas detalhes               | Maria Vigalova · Egor Zakroev · Rússia   | Lina Fedorova · Maxim Miroshkin · Rússia          | Alessandra Cernuschi · Filippo Ambrosini · Itália |
| Dança no gelo detalhes        | Anna Yanovskaya · Sergey Mozgov · Rússia | Rachel Parsons · Michael Parsons · Estados Unidos | Holly Moore · Daniel Klaber · Estados Unidos      |

### Baltic Cup
| Evento                        | Ouro                                              | Prata                                          | Bronze                             |
| Individual masculino detalhes | Adian Pitkeev · Rússia                            | Alexander Petrov · Rússia                      | Zhang He · China                   |
| Individual feminino detalhes  | Evgenia Medvedeva · Rússia                        | Angela Wang · Estados Unidos                   | Gabrielle Daleman · Canadá         |
| Dança no gelo detalhes        | Kaitlin Hawayek · Jean-Luc Baker · Estados Unidos | Oleksandra Nazarova · Maksym Nikitin · Ucrânia | Alla Loboda · Pavel Drozd · Rússia |

### Grand Prix Júnior de Minsk
| Evento                        | Ouro                                                 | Prata                                          | Bronze                                       |
| Individual masculino detalhes | Nathan Chen · Estados Unidos                         | Ryuju Hino · Japão                             | Murad Kurbanov · Rússia                      |
| Individual feminino detalhes  | Polina Edmunds · Estados Unidos                      | Elizabet Tursynbayeva · Cazaquistão            | Rika Hongo · Japão                           |
| Duplas detalhes               | Kamilla Gainetdinova · Ivan Bich · Rússia            | Madeline Aaron · Max Settlage · Estados Unidos | Vasilisa Davankova · Andrei Deputat · Rússia |
| Dança no gelo detalhes        | Lorraine McNamara · Quinn Carpenter · Estados Unidos | Betina Popova · Yuri Vlasenko · Rússia         | Daria Morozova · Mikhail Zhirnov · Rússia    |

### Czech Skate
| Evento                        | Ouro                                     | Prata                                                 | Bronze                                    |
| Individual masculino detalhes | Keiji Tanaka · Japão                     | Alexander Petrov · Rússia                             | Moris Kvitelashvili · Rússia              |
| Individual feminino detalhes  | Alexandra Proklova · Rússia              | Maria Sotskova · Rússia                               | Amber Glenn · Estados Unidos              |
| Duplas detalhes               | Lina Fedorova · Maxim Miroshkin · Rússia | Arina Cherniavskaia · Antonio Souza-Kordeyru · Rússia | Kamilla Gainetdinova · Ivan Bich · Rússia |
| Dança no gelo detalhes        | Betina Popova · Yuri Vlasenko · Rússia   | Rachel Parsons · Michael Parsons · Estados Unidos     | Madeline Edwards · Zhao Kai Pang · Canadá |

### Tallinn Cup
| Evento                        | Ouro                                     | Prata                                          | Bronze                                       |
| Individual masculino detalhes | Jin Boyang · China                       | Mikhail Kolyada · Rússia                       | Michael Christian Martinez · Filipinas       |
| Individual feminino detalhes  | Serafima Sakhanovich · Rússia            | Elizaveta Iushenko · Rússia                    | Miyabi Oba · Japão                           |
| Duplas detalhes               | Yu Xiaoyu · Jin Yang · China             | Vasilisa Davankova · Andrei Deputat · Rússia   | Evgenia Tarasova · Vladimir Morozov · Rússia |
| Dança no gelo detalhes        | Anna Yanovskaya · Sergey Mozgov · Rússia | Oleksandra Nazarova · Maksym Nikitin · Ucrânia | Daria Morozova · Mikhail Zhirnov · Rússia    |

### Final do Grand Prix Júnior
| Evento                        | Ouro                                     | Prata                                             | Bronze                                               |
| Individual masculino detalhes | Jin Boyang · China                       | Adian Pitkeev · Rússia                            | Nathan Chen · Estados Unidos                         |
| Individual feminino detalhes  | Maria Sotskova · Rússia                  | Serafima Sakhanovich · Rússia                     | Evgenia Medvedeva · Rússia                           |
| Duplas detalhes               | Yu Xiaoyu · Jin Yang · China             | Maria Vigalova · Egor Zakroev · Rússia            | Lina Fedorova · Maxim Miroshkin · Rússia             |
| Dança no gelo detalhes        | Anna Yanovskaya · Sergey Mozgov · Rússia | Kaitlin Hawayek · Jean-Luc Baker · Estados Unidos | Lorraine McNamara · Quinn Carpenter · Estados Unidos |

## Classificação para a Final do Grand Prix Júnior
Cada patinador pontua dependendo da posição obtida, somando as duas melhores pontuações. Os seis melhores se classificam para disputa da final. A pontuação por eventos é a seguinte:
| Pos. | Pontos (Individuais/Dança) | Pontos (Duplas) |
| ---- | -------------------------- | --------------- |
| 1º   | 15                         | 15              |
| 2º   | 13                         | 13              |
| 3º   | 11                         | 11              |
| 4º   | 9                          | 9               |
| 5º   | 7                          | 7               |
| 6º   | 5                          | 5               |
| 7º   | 4                          | 4               |
| 8º   | 3                          | 3               |
| 9º   | 2                          | –               |
| 10º  | 1                          | –               |

### Classificados
|             | Masculino             | Feminino                  | Duplas                                    | Dança no gelo                           |
| ----------- | --------------------- | ------------------------- | ----------------------------------------- | --------------------------------------- |
| 1           | CHN Jin Boyang        | RUS Serafima Sakhanovich  | CAN Julianne Séguin / Charlie Bilodeau    | RUS Anna Yanovskaya / Sergey Mozgov     |
| 2           | JPN Shoma Uno         | RUS Evgenia Medvedeva     | RUS Maria Vigalova / Egor Zakroev         | RUS Betina Popova / Yuri Vlasenko       |
| 3           | RUS Alexander Petrov  | JPN Wakaba Higuchi        | RUS Lina Fedorova / Maxim Miroshkin       | CAN Mackenzie Bent / Garrett MacKeen    |
| 4           | KOR Lee June-hyoung   | RUS Maria Sotskova        | RUS Kamilla Gainetdinova / Sergei Alexeev | RUS Alla Loboda / Pavel Drozd           |
| 5           | JPN Sota Yamamoto     | JPN Yuka Nagai            | RUS Daria Beklemisheva / Maxim Bobrov     | CAN Madeline Edwards / Zhao Kai Pang    |
| 6           | CAN Roman Sadovsky    | JPN Miyu Nakashio         | USA Chelsea Liu / Brian Johnson           | RUS Daria Morozova / Mikhail Zhirnov    |
| Substitutos |                       |                           |                                           |                                         |
| 1º          | CHN Zhang He          | USA Karen Chen            | RUS Anastasia Gubanova / Alexei Sintsov   | USA Rachel Parsons / Michael Parsons    |
| 2º          | RUS Alexander Samarin | KAZ Elizabet Tursynbayeva | UKR Renata Oganesian / Mark Bardei        | USA Lorraine McNamara / Quinn Carpenter |
| 3º          | RUS Dmitri Aliev      | JPN Rin Nitaya            | JPN Ami Koga / Francis Boudreau Audet     | CAN Brianna Delmaestro / Timothy Lum    |